# Lennefermühle

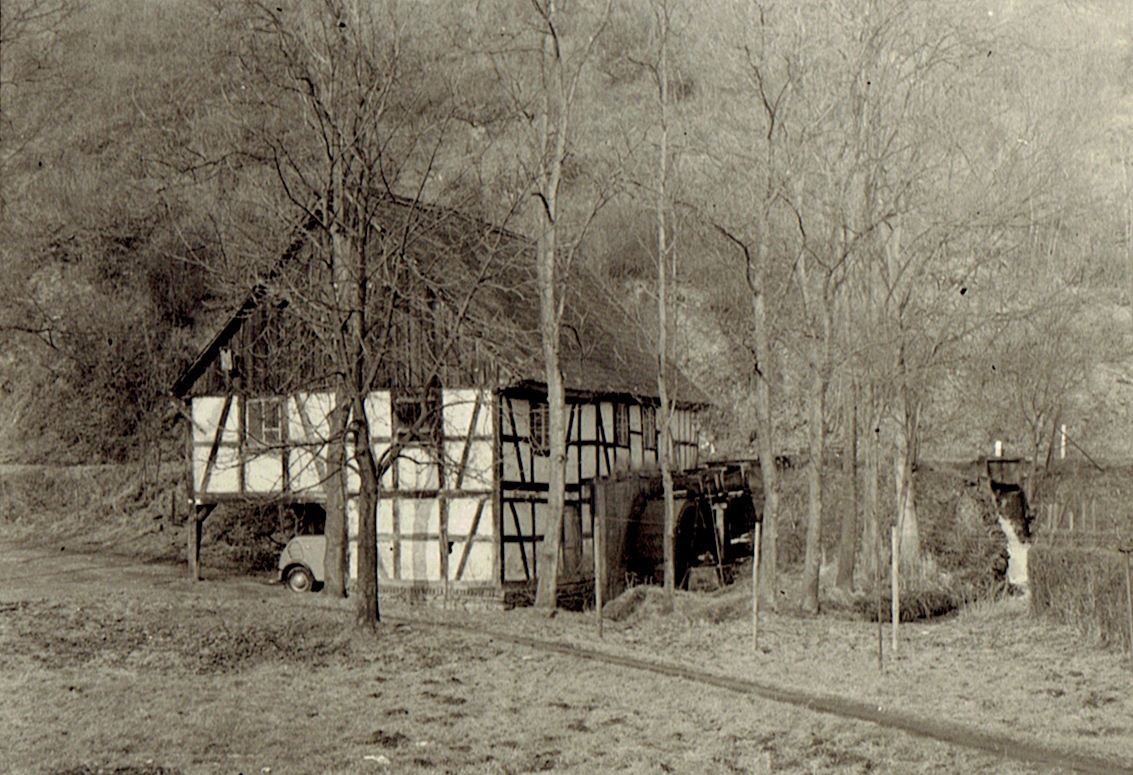
Lennefermühle im Lennefetal – Getreidemühle im Fachwerkbaustil

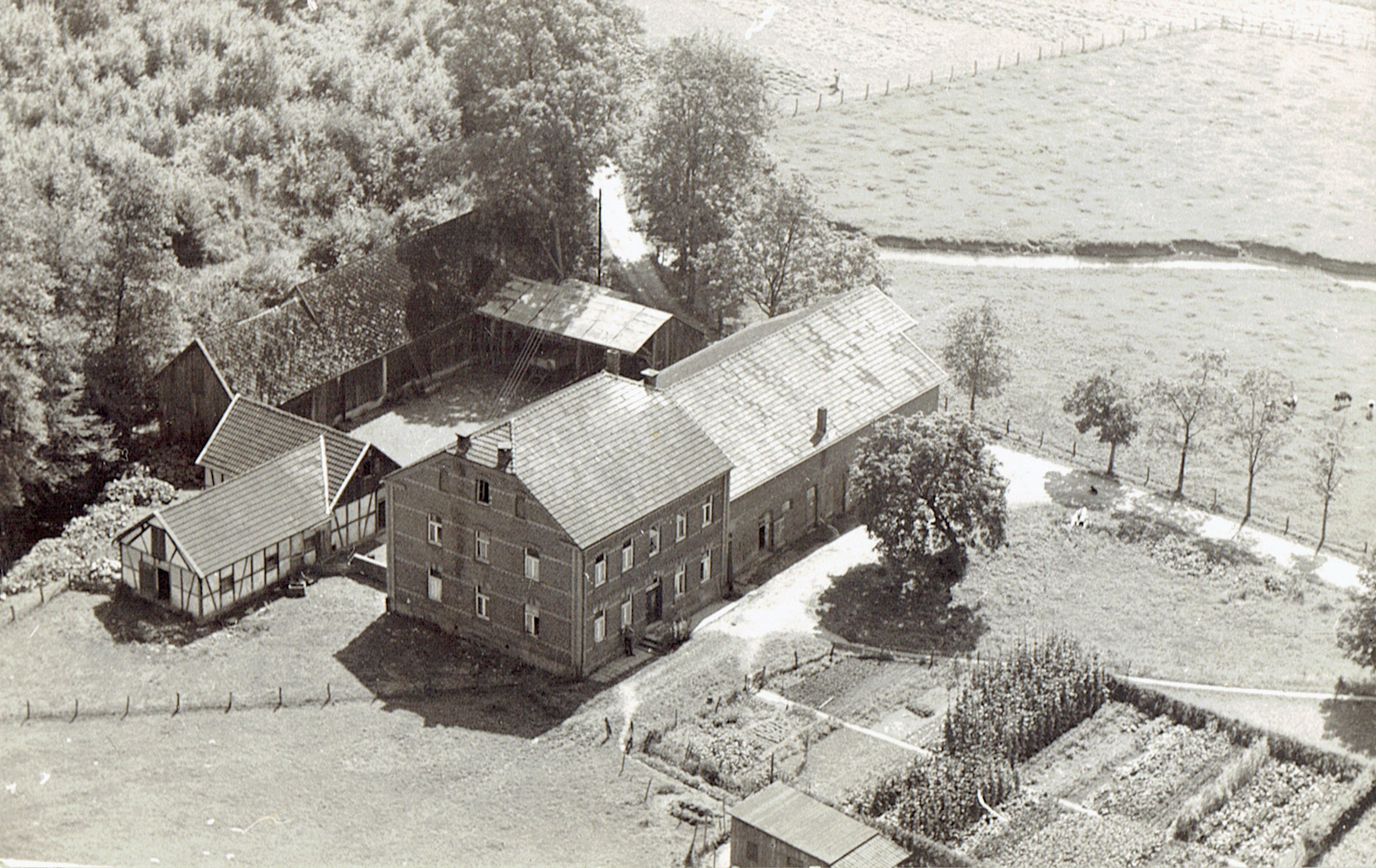
Der Hof der Lennefer Mühle – Haupthaus und Kuhstall wurden 1897 nach einem Feuer neu erbaut. Das Fachwerkgebäude ist Teil der alten Hofanlage.

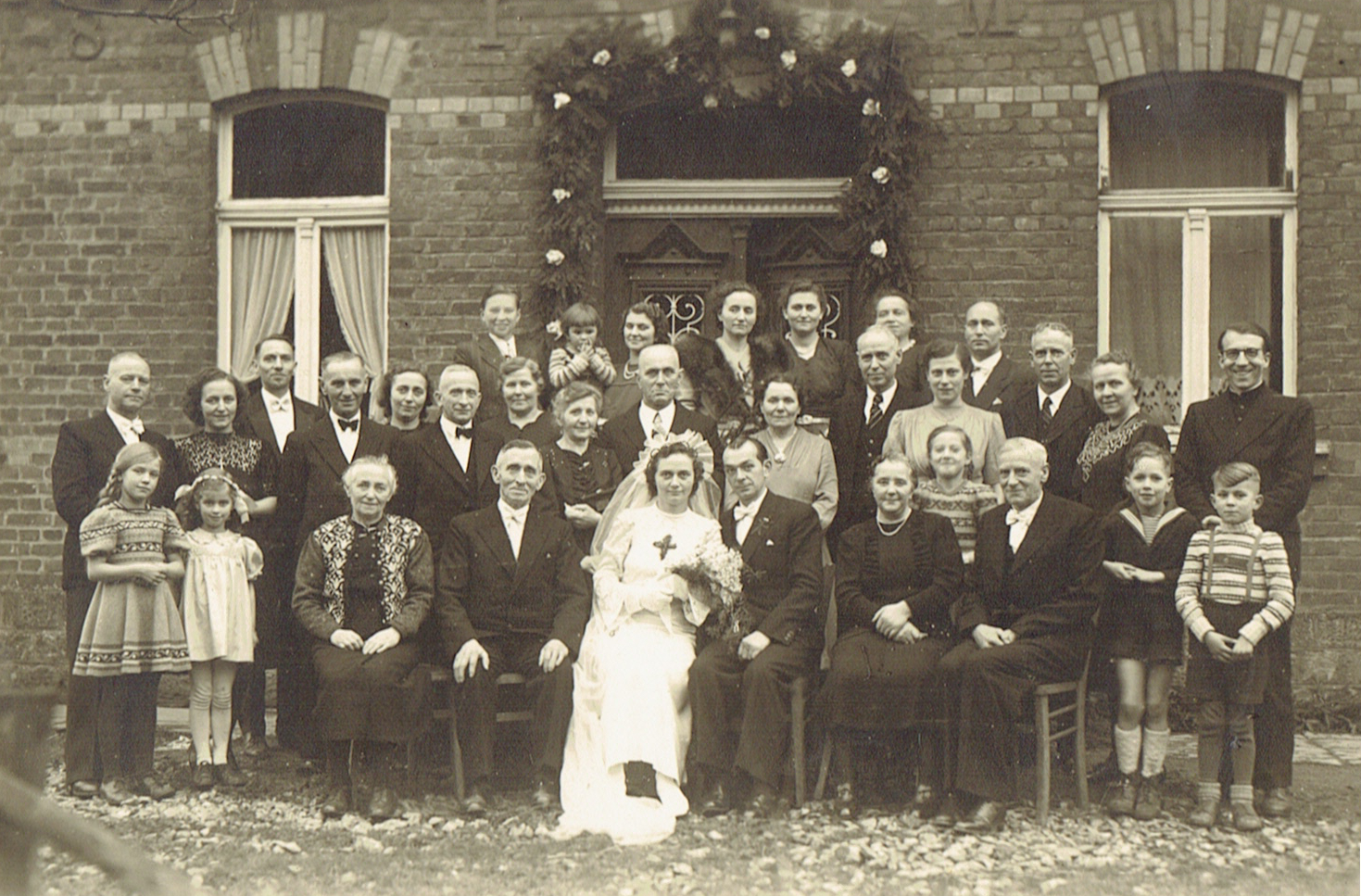
Hochzeitsgesellschaft am 10. Januar 1948 in Lennefermühle

Die Ortschaft Lennefermühle oder üblicher Lennefer Mühle ist ein Ortsteil der Gemeinde Lindlar, im Oberbergischen Kreis im Regierungsbezirk Köln in Nordrhein-Westfalen (Deutschland).

## Lage und Beschreibung
Lennefer Mühle liegt im südwestlichen Lindlar am Lennefer Bach nahe der Grenze zur Stadt Overath. Eine Nachbarortschaft ist Lenneferberg.

## Geschichte
Im 15. Jahrhundert gehörte Lennefer Mühle zum Kirchspiel Hohkeppel und zur Honschaft Vellingen. Es wurde als Lynffe oder Linffe bezeichnet. So wurde der Hof erstmals 1413 im Kämmererregister des St. Severinstiftes als Gut Lynffe erwähnt. Als Dat guit zur Linffe finden wir es im Jahr 1550 als Eintrag in der Rolle der Lindlarer Hofesgüter.
Erst 1666 deutet die Benennung Müllerslinffe in der Huldigungsliste Hokeppeler Untertanen des Pfalzgrafen Philipp Wilhelm darauf hin, dass die bis heute namensgebende Mühle erbaut wurde. Diese war eine Getreidemühle mit oberschlächtigem Wasserrad, welches zwei Mahlgänge – eines für Futterschrot, eines für Mehl – antrieb. Der Mühlgraben wurde direkt und ohne Teichanlage aus der Lennefe abgeleitet.³ Heute ist er das letzte sichtbare Zeugnis der damaligen sogenannten Fruchtmühle.
Im fortschreitenden 17. und bis in das 19. Jahrhundert wurden Hof und Mühle von verschiedenen Eigentümerfamilien geführt und bewohnt bis Johann Müller, der damalige Pächter der Mühle mit angeschlossener Bäckerei, den Hof kaufte.
1897 zerstörte ein Brand den alten Fachwerkhof – nach Erzählungen geschah dies während des Kirchgangs der Bewohner, so dass keine schnelle Hilfe den Verlust des Hauptgebäudes verhindern konnte. Mühle und ein Stallgebäude blieben jedoch von den Flammen verschont. Im selben Jahr ließ Johann Friedrich Müller – aufgrund seiner geringen Körpergröße "Klitze" genannt – ein neues Wohnhaus mit angrenzendem Stall in massiver, für die Region in dieser Zeit sehr verbreiteten Ziegelsteinbauweise errichten.
Die Mühle musste in den 1960er Jahren dem Ausbau der Talstraße weichen. Es blieb der landwirtschaftliche Betrieb, welcher aufgrund fehlender Nachfolge in den 1970er Jahren aufgegeben wurde.
Aufgrund § 10 und § 14 des Köln-Gesetzes wurde 1975 die Gemeinde Hohkeppel aufgelöst und umfangreiche Teile in Lindlar eingemeindet. Darunter auch Lennefer Mühle.
Bis heute ist die Lennefer Mühle in Familienbesitz und dient als Wohnhaus sowie Wirkungsstätte der Kreativagentur die|site. Neben den massiven Ziegelsteingebäuden ist auch der noch zum alten Hof gehörige Fachwerkstall bis heute erhalten geblieben, das Baujahr wird im 17. Jahrhundert verortet.

## Busverbindungen
- 398 Lindlar – Hohkeppel – Halfenslennefe (OVAG Schulbus)
- 421 Lindlar – Immekeppel – Moitzfeld – Bensberg (RVK)

## Persönlichkeiten
- Karl Müller (Landrat) (1888–1980), Verwaltungsjurist, 1933 Landrat des Kreises Mayen, zuletzt Regierungsdirektor